# Don Walsh
Don Walsh (2. listopadu 1931 Berkeley – 12. listopadu 2023) byl americký oceánograf, průzkumník a specialista na námořní politiku. Spolu s Jacquesem Piccardem dosáhli 23. ledna 1960 na palubě batyskafu Trieste maximálního sestupu do hlubiny Challenger, nejhlubšího bodu světových oceánů. Hloubka ponoru činila 10 916 metrů.

## Život

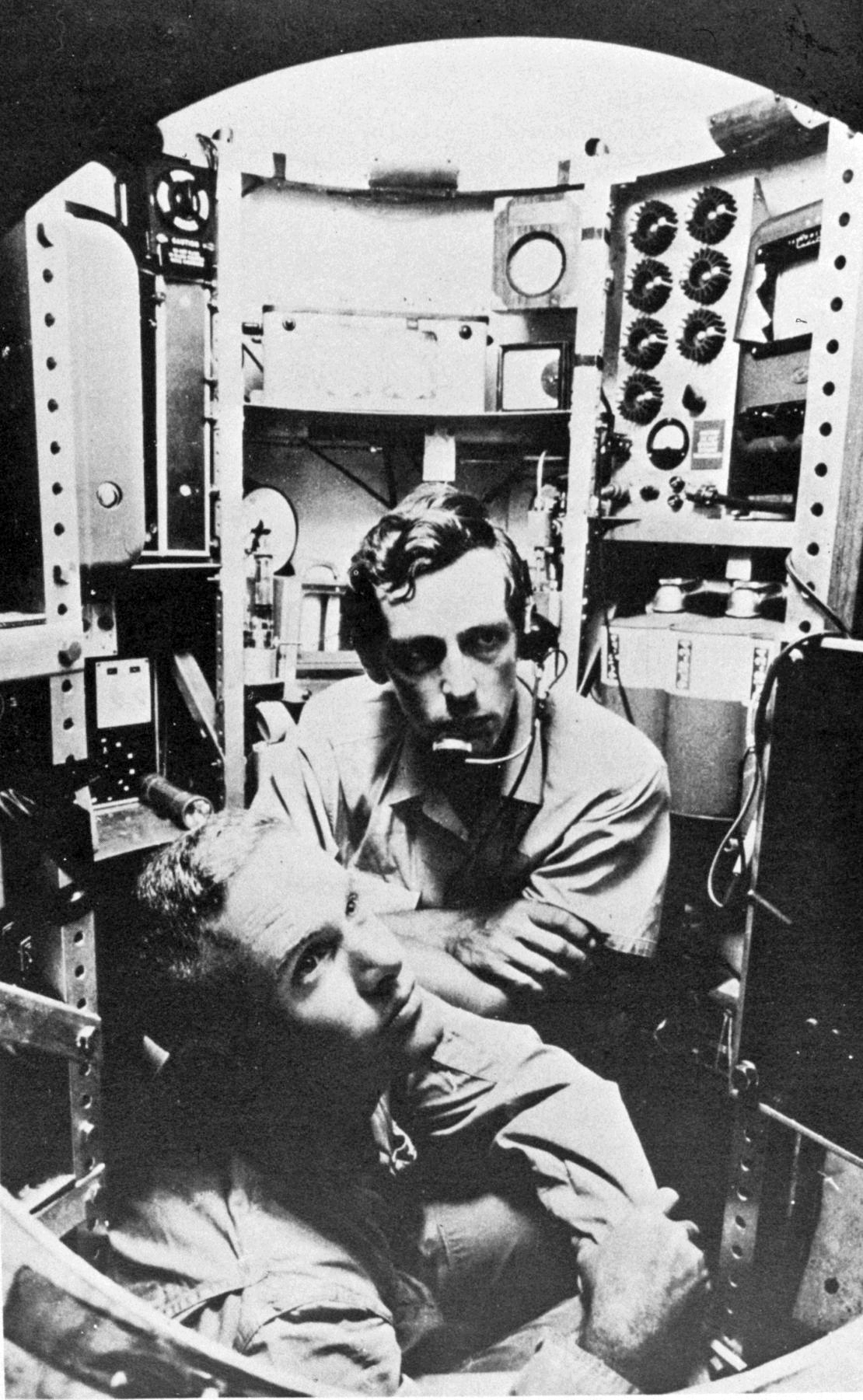
Don Walsh (dole) a Jacques Piccard v batyskafu Trieste

Walsh byl s oceánografií spojen přes 50 let. Po absolvování Námořní akademie Spojených států v roce 1954 byl důstojníkem v americkém námořnictvu. V době, kdy odcházel do důchodu, dosáhl hodnosti kapitána. Na moři strávil patnáct let, většinou sloužil v ponorkách. Podílel se také na výzkumu oceánů pro americké námořnictvo.
V ponorce Mir se Walsh potopil k Titanicu, německé bitevní lodi Bismarck nebo Středoatlantskému hřbetu.
Zemřel 12. listopadu 2023 ve věku dvaadevadesáti let.

## Ocenění
Časopis Life označil Walshe za jednoho z největších světových průzkumníků.
Dne 14. dubna 2010 udělila Walshovi své nejvyšší ocenění – Hubbardovu medaili – National Geographic Society.